# 多明尼加共和國足球協會
多明尼加共和國足球協會是專門管轄多明尼加共和國足球事務的組織。多明尼克加共和國球協會成立於1953年，並在1958年加入國際足協。此外，它還是中北美洲及加勒比海足球協會和加勒比海足球聯盟的成員之一。

## 外部連結
- 官方網頁（页面存档备份，存于）（西班牙文）
- 國際足協網頁 （页面存档备份，存于）